# Foreste pluviali di Giava orientale-Bali
L'ecoregione delle foreste pluviali di Giava orientale-Bali (IM0113) copre le zone di pianura della metà orientale dell'isola di Giava e dell'isola di Bali, in Indonesia. È un'ecoregione distinta da quella delle foreste pluviali montane di Giava orientale-Bali, che si sviluppa ad un'altitudine più elevata, dove predomina l'habitat della foresta montana. Attualmente sopravvivono solo pochissimi resti di foresta pluviale di pianura nello stato in cui si trovavano prima dell'insediamento umano.

## Geografia
L'ecoregione copre le pianure della metà orientale di Giava e di Bali e comprende anche l'isola di Madura e le isole Kangean, al largo della costa settentrionale di Giava. Il terreno è costituito principalmente da depositi vulcanici e alluvionali dovuti alla presenza dei grandi vulcani attivi al centro dell'isola e da alcune aree di calcare corallino sollevato.

## Clima
L'ecoregione ha un clima monsonico tropicale (Am secondo la classificazione dei climi di Köppen), caratterizzato da temperature relativamente uniformi durante tutto l'anno (tutti i mesi hanno una temperatura media superiore a 18 °C) e da una stagione secca pronunciata. Durante il mese più secco cadono meno di 60 mm di precipitazioni, ma sempre più di 25 mm. Questo clima è a metà strada tra quelli della foresta pluviale tropicale e della savana tropicale. Il mese più secco di solito coincide con quello del solstizio d'inverno dell'emisfero australe o quello subito successivo.

## Flora
Circa il 25% della regione è costituito da foreste chiuse, il 25% da foreste aperte, il 35% da terreni agricoli e il resto da aree urbane o edificate. I livelli delle precipitazioni determinano per gran parte il tipo di foresta. Nelle pianure dell'interno, che ricevono 1500-4000 mm di precipitazioni all'anno e hanno quattro-sei mesi di stagione secca, le foreste sono decidue umide. Poiché le precipitazioni diminuiscono procedendo verso est, le foreste della parte orientale di Giava non sono così umide come quelle della parte occidentale. Essenze principali di queste foreste decuidue umide sono Homalium tomentosum, l'albero della seta (Albizia lebbekoides) e la reonja (Vachellia leucophloea), un albero che raggiunge i 6-9 metri di altezza dai caratteristici fiori gialli.
Lungo la costa meridionale dell'ecoregione, che riceve una quantità maggiore di precipitazioni e ha solo due-quattro mesi di stagione secca, si trovano foreste pluviali semi-sempreverdi, con prevalenza di Artocarpus elasticus (della famiglia del gelso), mogano giallo (Epicharis parasitica) e duku (Lansium domesticum). Lungo la costa settentrionale le precipitazioni sono più scarse (valori sotto i 1500 mm all'anno e più di sei mesi di stagione secca) e si sviluppa una foresta decidua secca.

## Fauna
L'ecoregione ospita 103 specie di mammiferi. Le isole Kangean, al largo della costa settentrionale di Giava, presentano depositi calcarei sollevati con numerose grotte che ospitano quattordici delle quindici specie di pipistrelli di queste isole. I pipistrelli della frutta ricoprono un ruolo ecologico di importanza fondamentale, impollinando e provvedendo alla dispersione delle piante. Di particolare importanza è il pipistrello della frutta delle caverne (Eonycteris spelaea), uno degli impollinatori dell'albero di durian (Durio zibethinus), una specie dal valore commerciale. Il cervo di Bawean (Axis kuhlii), confinato alla piccola isola omonima, è uno degli endemismi di questa ecoregione. L'altro mammifero endemico è il cinghiale dalle verruche (Sus verrucosus). Altre specie di mammiferi di interesse conservazionistico sono la martora dalla gola gialla (Martes flavigula), il banteng (Bos javanicus) e il leopardo, presente a Giava con una sottospecie distinta (Panthera pardus melas). Due sottospecie di tigre, la tigre di Giava (Panthera tigris sondaica) e quella di Bali (P. t. balica), un tempo abitavano queste isole, ma oggi sono estinte. La tigre di Bali scomparve alla fine della seconda guerra mondiale, ma quella di Giava sopravvisse fino agli anni '70 nella parte sud-orientale dell'isola.
Nell'ecoregione vivono quasi 350 specie di uccelli, molte delle quali rare o localizzate. Tra queste, ricordiamo lo storno di Rothschild (Leucopsar rothschildi) e l'aquila dal ciuffo di Giava (Nisaetus bartelsi).

## Aree protette
Meno del 3% dell'ecoregione è ufficialmente protetto. Tra le aree protette degne di nota ricordiamo:
- il parco nazionale di Bali Barat;
- il parco nazionale di Meru Betiri;
- il parco nazionale di Alas Purwo;
- il parco nazionale di Baluran;
- il parco nazionale di Karimunjawa.